# Sergiolus lamhetaghatensis
Sergiolus lamhetaghatensis är en spindelart som beskrevs av Gajbe 1999. Sergiolus lamhetaghatensis ingår i släktet Sergiolus och familjen plattbuksspindlar. Inga underarter finns listade i Catalogue of Life.